# Polonaise
La polonaise (in italiano polacca) è una danza in tempo moderato e ritmo di 3/4, caratterizzata dall'andamento maestoso e dal ritmo puntato dell'incipit.

## Storia
Nasce come danza nazionale polacca di origine popolare e di carattere cerimoniale, nota fin dal XVI secolo, circolante in Europa dal XVII e utilizzata nel periodo classico anche come movimento di concerto (ad esempio nel Concerto n. 3 in mi minore di Händel).
La polonaise è una danza maestosa, eseguita da ballerini che si muovono nella sala da ballo come passeggiando. Nel passato la danza era già molto popolare ed era un ballo inizialmente destinato particolarmente agli uomini. Si sviluppò particolarmente nel XVIII secolo, assumendo le caratteristiche tipiche derivandole dal "chodzony" (danza camminata) che era già diffusa nel secolo precedente. Dall'aspetto al tempo stesso marziale e cortese, la Polacca, nelle famiglie importanti, era danzata in occasioni di feste; i padroni di casa aprivano le danze con le dame più in vista a cui seguivano via via le altre personalità, formando un corteo che si snodava nei vari ambienti e nei giardini. Le più antiche musiche di Polonaise non hanno molto valore in ambito artistico; le più note erano quella cosiddetta di Kościuszko e quelle scritte dal conte Michał Kleofas Ogiński, politico e compositore del primo periodo romantico, opere dal carattere oscuro e languido. Fu Carl Maria von Weber a ridare vigore a questa danza, rifondendole vitalità e splendore. Fu però Fryderyk Chopin a superarlo, per il numero di composizioni e per le novità stilistiche e armoniche. Infatti, nella cultura musicale europea la Polonaise è soprattutto legata al nome di Chopin, che debuttò come compositore appunto con una Polacca in Sol minore, nel 1817, e scrisse numerose composizioni autonome in questa forma. Altri compositori polacchi si sono cimentati nella scrittura di Polonaise tra cui Wojciech Żywny e Józef Elsner, entrambi insegnanti di Chopin, inoltre Józef Kozłowski e Karol Kurpiński.
Molto amata nell'Ottocento, rimane viva nella cultura musicale polacca. Le origini della Polonaise sono in realtà molto lontane dalle interpretazioni moderne da parte di diversi gruppi che realizzano danza folkloristica. La Polonaise viene di solito danzata utilizzando costumi della nobiltà polacca risalenti al XVII secolo, altri invece presentano le loro danze in costumi appartenenti al periodo del Ducato di Varsavia (1811-1814).

## Polacche di Chopin
- Polacca in Sol minore (1817)

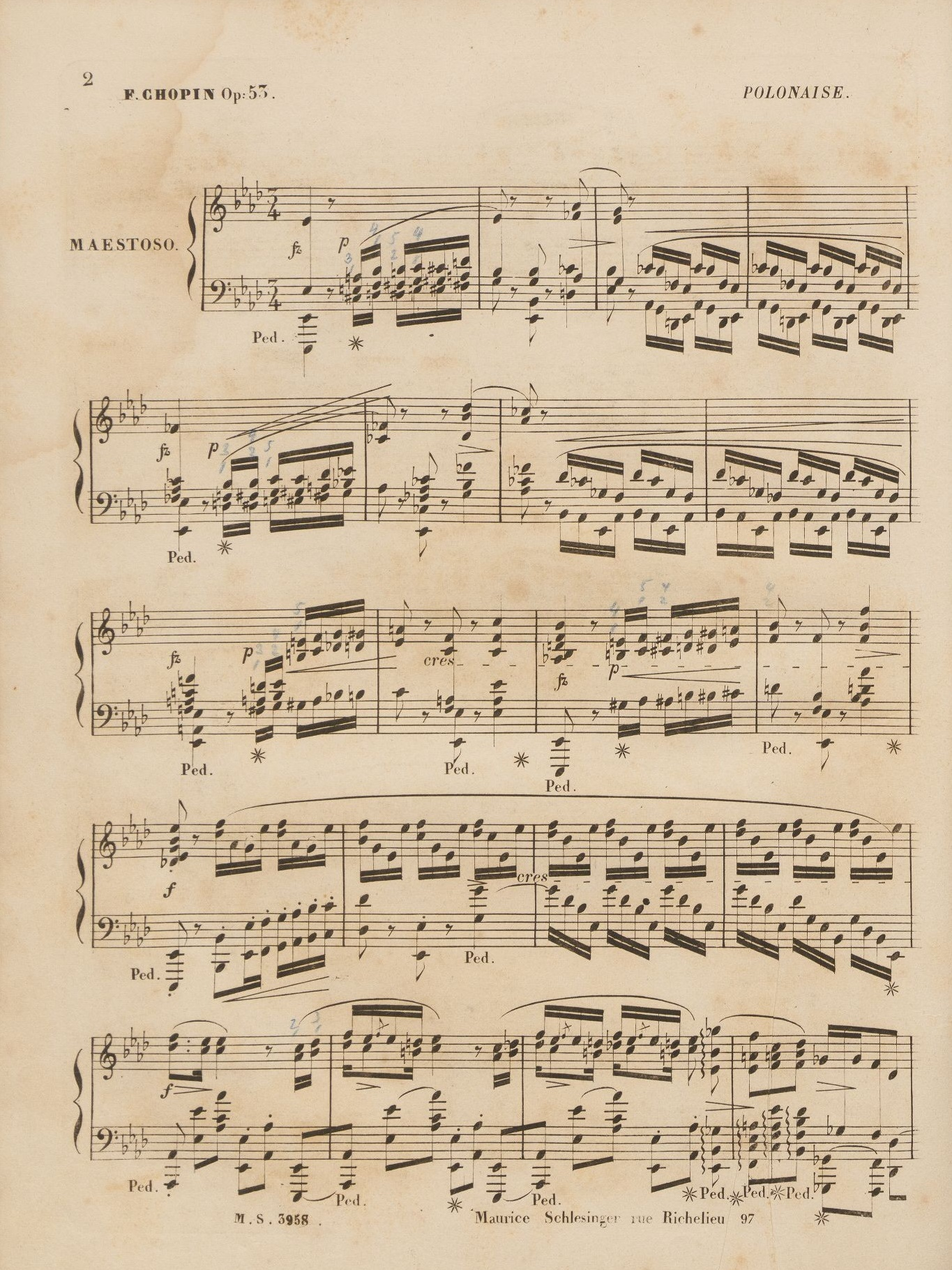
Chopin, Polacca in La bemolle maggiore op. 53 (1843)

- Polacca in Si bemolle maggiore (1818)
- Polacca in La bemolle maggiore (1821)
- Polacca in Sol diesis minore (1823)
- Polacca in Si bemolle minore (su un tema de La gazza ladra di Rossini) (1826)
- Polacca in Re minore op. 71 n. 1 (1827)
- Polacca in Si bemolle maggiore op. 71 n. 2 (1828)
- Polacca in Fa minore op. 71 n. 3 (1829)
- Polacca in Sol bemolle maggiore (1829)
- Introduzione e polacca brillante per violoncello e pianoforte in Do maggiore op. 3 (1829-30)
- Andante spianato e Grande Polacca brillante in Mi bemolle maggiore, op. 22 (1830-1835)
- Polacca in Do diesis minore op. 26 n. 1 (1832-35)
- Polacca in Mi bemolle minore op. 26 n. 2 (1832-35)
- 2 polacche op. 40
  1. Polacca in La maggiore op. 40 n. 1 (1838-39)
  2. Polacca in Do minore op. 40 n. 2 (1838-39)
- Polacca in Fa diesis minore op. 44 (1841)
- Polacca in La bemolle maggiore op. 53 (1842)
- Polacca-Fantasia in La bemolle maggiore op. 61 (1845-46)

## Esempi non chopiniani
- Johann Sebastian Bach (1685-1750), Polonaise e Double (quinto movimento della seconda Suite per orchestra BWV 1067)
- Wolfgang Amadeus Mozart (1756-1791), Rondò alla polacca nel secondo movimento della Sonata n. 6 K 284
- Adelbert Dankowski (1760-1810), le sue composizioni hanno elementi tipici di questa danza
- Ludwig van Beethoven (1770-1827), Rondò alla polacca nel terzo movimento del Triplo concerto op. 56; Polacca in Re maggiore (WoO 21, 1810)
- Mauro Giuliani (1781-1829), Sei Variazioni op. 9
- Franz Schubert (1797-1828), Polacca in Si bemolle maggiore
- Robert Schumann (1810-1856), Polacca VII in Sol minore
- Franz Liszt (1811-1886), Polacca n. 2 in Mi maggiore
- Henryk Wieniawski (1835-1880), Polacca brillante in La maggiore op. 21
- Modest Mussorgskij (1839-1881), Polacca dal Boris Godunov
- Pëtr Il'ič Čajkovskij (1840-1893), Polacca da Eugenio Onieghin. Tempo di Polacca nel I atto de Il lago dei cigni
- Sergej Ljapunov (1859-1924), Polacca op. 16
- Alexandre Tansman (1897-1986), Quatre danses polonaises
- Carl Maria von Weber (1786-1826), Alla polacca nel terzo movimento del Concerto per clarinetto e orchestra n.2 op. 74
- Wilhelm Friedemann Bach (1710-1784), Dodici polacche F12
- Maria Szymanowska (1789-1831), Polonaise in Fa minore